# سید بابک فرزانه
سید بابک فرزانه پژوهشگر، مؤلف و استاد زبان و ادبیات عرب دانشگاه آزاد اسلامی است.
وی پس از اخذ دیپلم متوسطه در رشته علوم تجربی و تحصیل ادبیات عرب در حوزه علمیه جهت ادامه تحصیل به دانشگاه اصفهان رفت و لیسانس زبان و ادبیات عرب گرفت. فرزانه تحصیلات خود را در زمینه ادبیات عرب ادامه داد. او به تدریس در دانشگاههای تهران(دانشکده الهیات)، آزاد اسلامی و الزهراء (و گاه دانشگاه امام صادق ع) پرداخت.  فرزانه به عنوان عضو هیأت علمی پژوهشی به دانشگاه تورنتو دعوت شد و درآنجا این فرصت را یافت تا مطالعات خود را در زمینه فرهنگ نگاری قرآن تکمیل کند. فرزانه در حال حاضر مدیر گروه زبان و ادبیات عرب دانشگاه آزاد اسلامی واحد تهران شمال است. علاوه بر این مدیریت بخش عربی دائرةالمعارف بزرگ اسلامی و دانشنامه ایران و نیز سردبیری مجله علمی پژوهشی صحیفه مبین را بر عهده دارد.

## زمینه‌های تحقیقاتی
زبانشناسی(فقه اللغة)، ترجمه، آموزش دستورزبان، بلاغت عربی و فرهنگ نگاری قرآن

## آثار

### کتابهای منتشر شده
- آیین ترجمه(با همکاری د. عنایت الله فاتحی نژاد)، انتشارات محبوب، بهمن ۱۳۷۷
- در آمدی بر مبانی ترجمه(با همکاری د. عنایت الله فاتحی نژاد)، مؤسسه فرهنگی آیه، ۱۳۸۰
- قرائت و درک مفاهیم متون معاصر(با همکاری د. علی صابری)، دانشگاه آزاد اسلامی،۱۳۸۰
- المحادثة العربیة المعاصرة(با همکاری د. فالح ربیعی)، دانشگاه آزاد اسلامی،۱۳۸۲
- فهرست نسخه‌های خطی دانشگاه قازان جمهوری تاتارستان فدراسیون روسیه(با همکاری د. عنایت الله فاتحی نژاد و دیگران)، مرکز اسناد و تاریخ دیپلوماسی وزارت امور خارجه- تهران، کتابخانه حضرت آیت‌الله مرعشی نجفی و گنجینه جهانی مخطوطات اسلامی – قم،۱۳۸۲ش
- ترجمه کتاب A New Arabic Grammar of The Written Language تألیف ج. ا. هیوود و ح. م. نحمد با عنوان دستور نوین زبان عربی(با همکاری فاطمه خرم)، تهران، انتشارات کیمیا اثر،۱۳۸۷ش
- مختارات من النصوص المعاصرة و العرفانیة(با همکاری ن. صاحب)، تهران، نشر شکوفه‌های دانش، ۱۳۸۷ش
- مفردات قرآن، سازمان مطالعه و تدوین کتب علوم انسانی دانشگاهها(سمت)، ۱۳۸۸ش

### برخی ازمقاله‌های منتشر شده

#### مجلات
- نگاهی به تاریخچه دانش صرف و نقد و بررسی کتاب شافیه اثر ابن حاجب"، مجله دانشکده ادبیات دانشگاه تهران، ص ۱۰۵-۱۱۴، پاییز و زمستان ۱۳۸۱.
- چگونگی استفاده از فرهنگهای ریشه‌ای در زبان عربی"، فصلنامه تخصصی نامه الهیات، س اول، ش۱، زمستان ۱۳۸۲.
- ترجمه فعلهای مضارع در قرآن، مجله مقالات و بررسیها"، دانشکده الهیات دانشگاه تهران، ص۱۰۳-۱۱۵، ۱۳۸۳ه ش.
- دراسة حول غریب القرآن و الحدیث"، فصلنامه علمی پژوهشی پژوهش دینی، شمـ ۱۲، زمستان ۱۳۸۴.
- معانی فعل کاد در قرآن"، مجله علمی پژوهشی صحیفه مبین، شماره ۳۷، بهار و تابستان ۱۳۸۵ش.
- زمخشری و کشاف"، مجله علمی پژوهشی صحیفه مبین، شماره ۳۸، پاییز ۱۳۸۵ش.
- تکامل خط عربی در پرتو صیانت از قرآن"، مجله علمی پژوهشی پژوهش نامه قرآن و حدیث، سال دوم، ش ۲، تابستان۱۳۸۶ش.
- حروف مقطعه قرآن کریم و رمزهای آن در رسانه"، مجله علمی پژوهشی صحیفه مبین، شماره ۴۳، پاییز ۱۳۸۷ش.
- صورجمال در ساختار جمله‌های مجهول قرآن"، دوفصلنامه علمی پژوهشی صحیفه مبین، شماره۴۷ بهار و تابستان ۱۳۸۹
- حَصَبُ جَهَنّمَ: بررسی معناشناختی واژه حصب در قرآن"، دوفصلنامه علمی پژوهشی صحیفه مبین، شماره ۴۹ بهار و تابستان۱۳۹۰[۵]

#### دائرةالمعارف‌ها
- استفهام، دائرةالمعارف بزرگ اسلامی، ج ۸، ۱۳۷۷ه ش.
- اشتقاق، دائرةالمعارف بزرگ اسلامی، ج۹، ۱۳۷۹ه ش.
- اضافه در صرف و نحو عربی، دائرةالمعارف بزرگ اسلامی، ج۹، ۱۳۷۹ ه ش.
- پاعشی همدان، دائرةالمعارف بزرگ اسلامی، ج۹، ۱۳۷۹ ه ش.
- الغاز و احاجی، دائرةالمعارف بزرگ اسلامی، ج ۱۰، ۱۳۸۰ ه ش.
- الفیه، دائرةالمعارف بزرگ اسلامی، ج۱۰، ۱۳۸۰ ه ش.
- بادیه، دائرةالمعارف بزرگ اسلامی، ج ۱۱، ۱۳۸۱ ه ش.
- بارودی، دائرةالمعارف بزرگ اسلامی، ج ۱۱، ۱۳۸۱ ه ش.
- بجانه، دائرةالمعارف بزرگ اسلامی، ج ۱۱، ۱۳۸۱ ه ش.
- بدل، دائرةالمعارف بزرگ اسلامی، ج۱۱، ۱۳۸۱ ه ش.
- بدیع، دائرةالمعارف بزرگ اسلامی، ج ۱۱، ۱۳۸۱ه ش.
- بدیعیه، دائرةالمعارف بزرگ اسلامی، ج۱۳۸۱،۱۱ ه ش.
- ابن زبیر(ابو الحسن احمدبن علی)، دائرةالمعارف الاسلامیة الکبری، ج ۳، ۱۳۷۷ه ش.
- ابن زبیر(ابو محمد حسن بن علی)، دائرةالمعارف الاسلامیة الکبری، ج۳، ۱۳۷۷ ه ش.
- تصریف، دانشنامه جهان اسلام، ج۷،۱۳۸۲ ه ش
- تصغیر، دانشنامه جهان اسلام، ج۷، ۱۳۸۲ ه ش.
- ترخیم، دانشنامه جهان اسلام، ج۷، ۱۳۸۲ ه ش.
- تنوین، دانشنامه جهان اسلام، ج۸، ۱۳۸۳ ه ش
- بلاغت، دائرةالمعارف بزرگ اسلامی، ج ۱۲، ۱۳۸۳ ه ش
- بیان، دائرةالمعارف بزرگ اسلامی، ج ۱۳، ۱۳۸۴ ه ش.
- تشبیه، دائرةالمعارف بزرگ اسلامی، ج ۱۵، ۱۳۸۷ ه ش.
- ترصیع، دائرةالمعارف بزرگ اسلامی، ج۱۵، ۱۳۸۷ ه ش.
- تفتازانی، مطول، دائرةالمعارف بزرگ اسلامی، ج ۱۵،۱۳۸۷ه ش
- توابع، دائرةالمعارف بزرگ اسلامی، ج۱۶، ۱۳۸۷ه ش
- تهمان بن عمرو کلابی، دائرةالمعارف بزرگ اسلامی، جلد ۱۶، ۱۳۸۷
- ثابت بن محمد جرجانی، دائرةالمعارف بزرگ اسلامی، جلد۱۷، ۱۳۸۸
- ثمانینی، دائرةالمعارف بزرگ اسلامی، جلد۱۷، ۱۳۸۸
- جاحظ، الحیوان، دائرةالمعارف بزرگ اسلامی، جلد۱۷، ۱۳۸۸
- جامد و مشتق، دائرةالمعارف بزرگ اسلامی، جلد ۱۷، ۱۳۸۸
- جرمی، دائرةالمعارف بزرگ اسلامی، جلد ۱۷، ۱۳۸۸
- جران العود، دائرةالمعارف بزرگ اسلامی، جلد ۱۷، ۱۳۸۸
- جعفربن علبة حارثی، دائرةالمعارف بزرگ اسلامی، جلد ۱۷، ۱۳۸۸
- مطالعه و آموزش زبان عربی، دائرةالمعارف بزرگ اسلامی (EN)
- جُمَیح، دائرةالمعارف بزرگ اسلامی، جلد ۱۸، ۱۳۸۹
- جندی، دائرةالمعارف بزرگ اسلامی، جلد ۱۸، ۱۳۸۹
- جزایری، دائرةالمعارف بزرگ اسلامی، جلد ۱۸، ۱۳۸۹
- جمله، دائرةالمعارف بزرگ اسلامی، جلد ۱۸، ۱۳۸۹
- جمیل مدوّر، دائرةالمعارف بزرگ اسلامی، جلد ۱۸، ۱۳۸۹
- صاحب بن عباد، دانشنامه زبان فارسی، فرهنگستان زبان و ادب فارسی، زیر چاپ
- حرف تعریف، دائرةالمعارف بزرگ اسلامی، زیر چاپ
- حرملة بن منذر، دائرةالمعارف بزرگ اسلامی، زیر چاپ
- حسان بن مالک، دائرةالمعارف بزرگ اسلامی، زیر چاپ
- حسون، رزق الله، دائرةالمعارف بزرگ اسلامی، زیر چاپ
- حقیقت و مجاز، دائرةالمعارف بزرگ اسلامی، زیر چاپ
- حکم بن عبدل، دائرةالمعارف بزرگ اسلامی، زیر چاپ
- Abd Allah b.Abd al Muttalib , Encyclopaedia Islamica, Volume I , Brill , London 2008
- Abd Allah b.Jahsh , Encyclopaedia Islamica,Volume I , Brill , London 2008
- Abd Allah b.Musa b.Nusayr , Encyclopaedia Islamica, Volume I , Brill , London 2008
- Abd Manaf , Encyclopaedia Islamica Volume I , Brill , London 2008